# Birgit Wiedel Weidinger
Birgit Wiedel Weidinger (Wilhelmshaven, 15 agosto 1974) è un'attrice tedesca.

## Biografia
Dopo aver scoperto la sua passione per la recitazione, frequenta dal 1998 al 2002 l'Accademia d'Arte Drammatica "Ernst Busch" di Berlino. 

## Filmografia
- Streit um Drei (2002)
- Irren ist sexy (2003)
- Drei Tage Leben (2004)
- Bianca (Bianca - Wege zum Glück) , Ruolo: Bärbel Krause (2004 – 2005)
- Rosamunde Pilcher - Sommer des Erwachens (2005)
- Tessa - Leben für die Liebe, Ruolo: Claudia Faber (2006)
- Wege zum Glück - Spuren im Sand, Ruolo: Bärbel Krause (2012)